# 南阳镇 (寿宁县)
南阳镇，是中华人民共和国福建省宁德市寿宁县下辖的一个乡镇级行政单位。

## 行政区划
南阳镇下辖以下地区：
南阳村、官洋村、含溪村、花岭村、铁场村、坝头村、东吉洋村、龟岭村、下房村、赤陵洋村、南岔村、洋边村、溪南村、秀洋村、含头村、官路村、石鼓村、山坑村、下洋仔村和院洋村。